# Kaszynka
Kaszynka (ros. Кашинка) – rzeka w europejskiej części Rosji, w obwodzie twerskim, lewy dopływ Wołgi.